# パンラボ&comics
『パンラボ&comics』（パンラボコミックス）は、ガイドワークス出版のパンの「アンソロジーコミック」である。編集はパンラボが担当した。全2巻。

## 概要
パンを食べる研究をするパンラボが編纂した「パンの話」のみを漫画にしたもの。

## パンラボ&comics1
- さすらいのクロックムッシュ氏 - 堀道広（漫画）・池田浩明（原作）
- 新麦たぬき - 堀道広（漫画）・池田浩明（原作）。たぬきが小麦を育てて見届ける話。
- 福岡とパン - パンとたまねぎ作。九州（主に福岡県）のパン事情など。
- パンは呼んでいる - 山本あり作。自転車での南関パン巡り・鎌倉編、ノンフィクション4コマ他。
- 純喫茶のトーストがおいしい理由（わけ） - あかいこうじ、難波里奈作。作者あかい、監督難波、主催者池田による喫茶店でのトースト談義。
- 尾龍の沼津パン漫画〜のっぽとカツ〜 - 尾上龍太郎作。妻・茶畑るりと在住している故郷・沼津のパン事情。
- 京都人の為の京都パン漫画 - グラサン夫人作。夫・グラサン師匠との「京都カツサンド事情」談義。

## パンラボ&comics2
- さすらいのクロックムッシュ氏 - 堀道広（漫画）・池田浩明（原作）
- 思い出とパン - パンとたまねぎ作。九州（主に福岡県）のパン事情など。
- パンは呼んでいる - 山本あり作。自転車での南関パン巡り・国立立川編、ノンフィクション4コマ他。
- パンあるある - あかいこうじ、池田浩明、山田慎作。パンにまつわる「あるある話」。
- クロワッサントレーニング - 若尾はるか、太田律子作。若尾がクロワッサンをおいしく食べたいがために、妖精（太田）にエクササイズを伝授されて、トレーニングを行う。
- 京都ブレッドハーモニクス - グラサン夫人作。夫・グラサン師匠の運転、山田慎のナビゲーターで「京都サウンドベーカリー」をめぐる話。

## 書誌情報
- パンラボ&comics1（ISBN 978-4-86535-394-5、2016年7月15日）
- パンラボ&comics2（ISBN 978-4-86535-451-5、2016年10月1日）